# Dashu
Dashu (chinesisch 大樹區, Pinyin Dàshù qū, taiwanisch: Tuā-tshiū-khu) ist ein Bezirk der regierungsunmittelbaren Stadt Kaohsiung in der Republik China (Taiwan). Er ist besonders für das Fo-Guang-Shan-Buddha-Museum, eine der berühmtesten Sehenswürdigkeiten der Stadt, und den Hotel-, Einkaufs- und Freizeitkomplex E-DA-Welt bekannt.

## Lage und Beschreibung

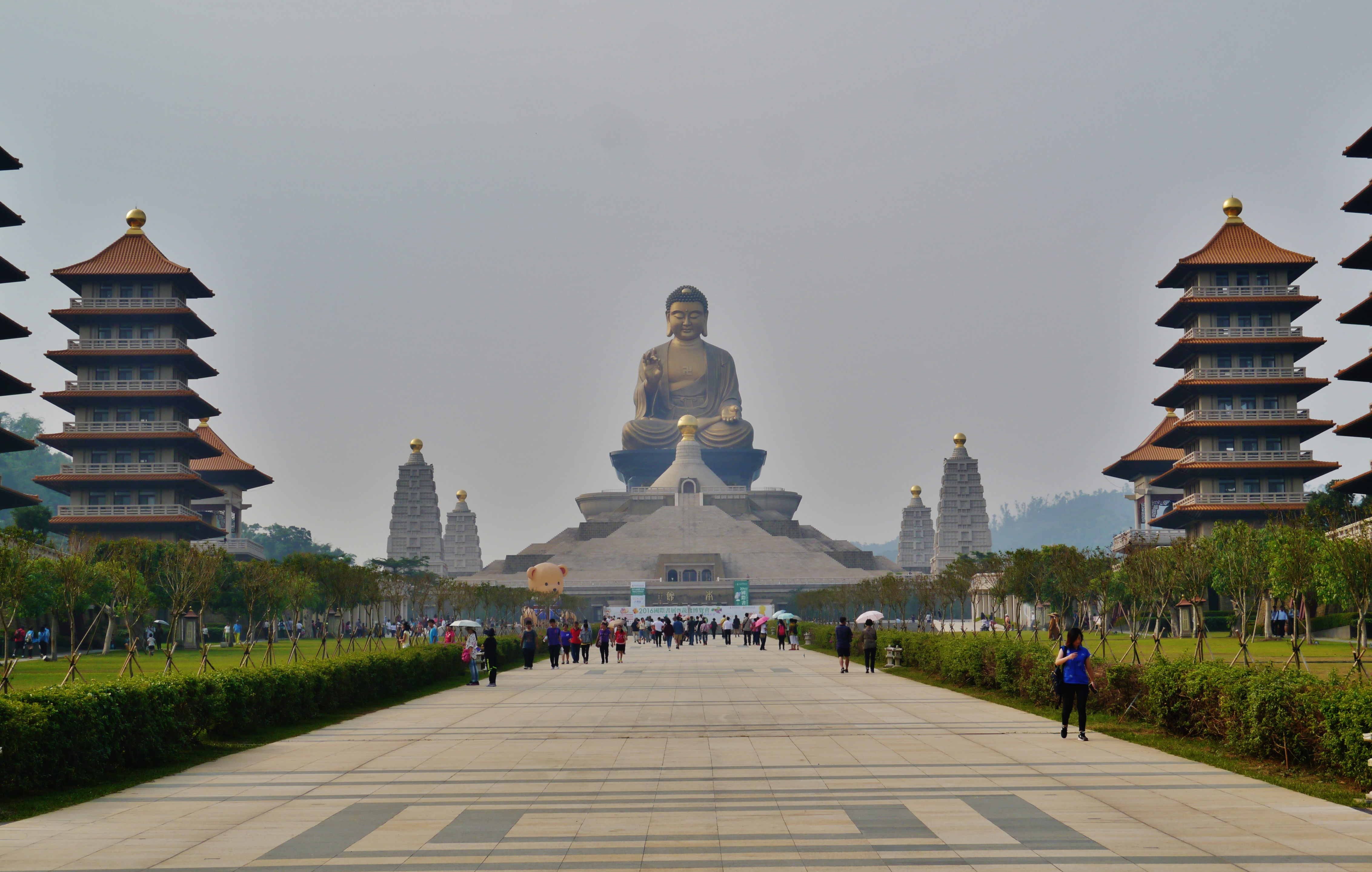
Fo-Guang-Shan-Buddha-Museum

Dashu liegt am südöstlichen Rand der Stadt Kaohsiung und hat die Form eines von Nord nach Süd langgestreckten Ovals. Seine Nachbarbezirke sind Qishan und Yanchao im Norden und Nordwesten, Dashe und Renwu im Westen sowie Niaosong und Daliao im Südwesten und Süden. Im Osten grenzt Dashu an den Landkreis Pingtung, von dem es durch den Gaoping-Fluss getrennt ist.
Dashu ist in 18 Viertel (里 ǐ) unterteilt. Mit 40.288 Einwohnern im August 2024 lag es etwa im Mittelfeld unter den Bezirken Kaohsiungs, die sich außerhalb der Kernstadt befinden.

## Geschichte

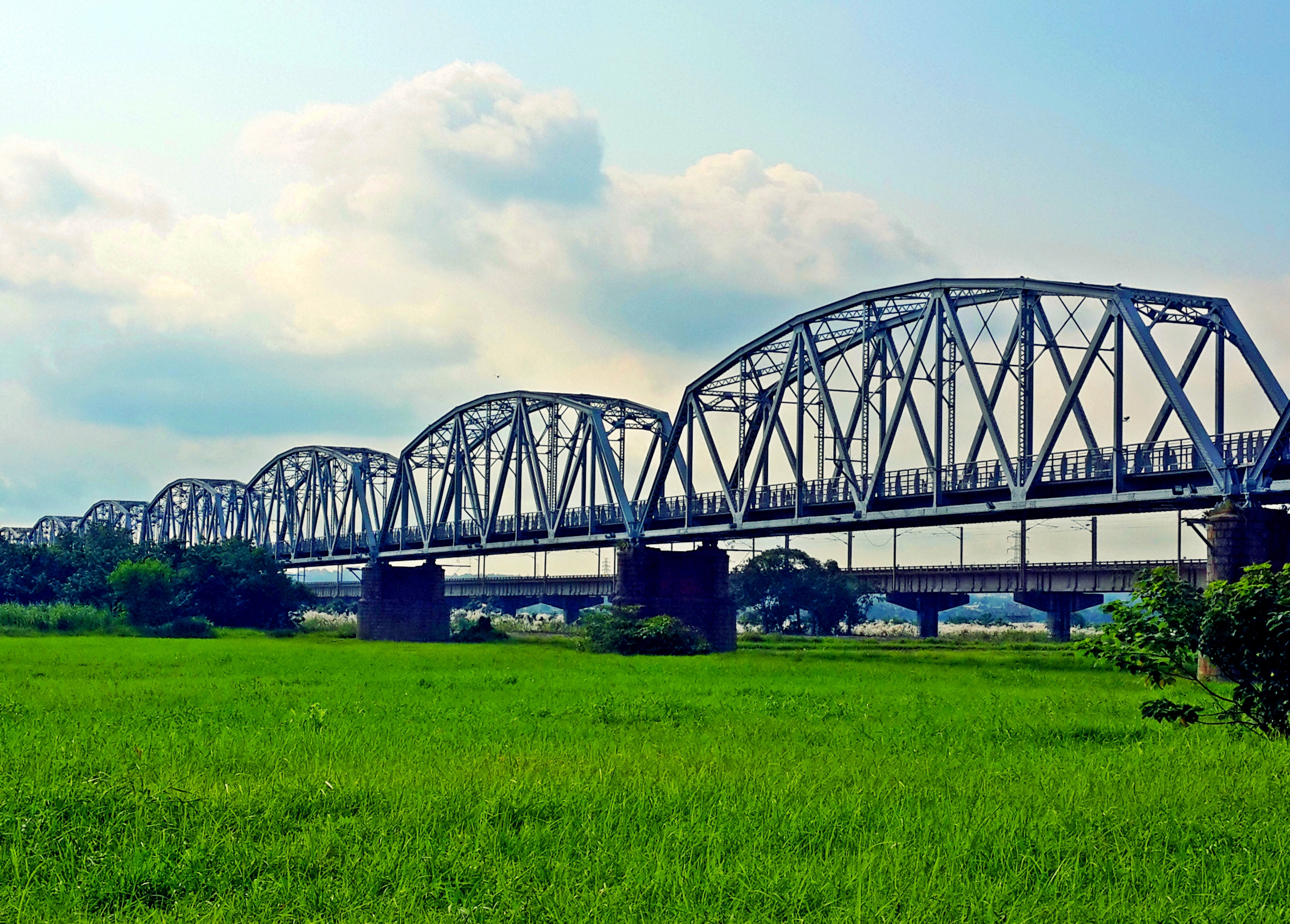
Die Xiadanshuixi-Eisenbahnbrücke

Die frühen chinesischen Siedler ab dem 18. Jahrhundert nannten den Ort auf Minnan bzw. Taiwanisch Tuā-tshiū-kha, „unter dem großen Baum“, geschrieben 大樹腳, woraus später 大樹 (hochchinesisch: Dashu) wurde. Einer verbreiteten Annahme nach soll es sich um einen konkreten, heute nicht mehr vorhandenen Baum am Gaoping-Fluss gehandelt haben.
Während der japanischen Herrschaft über Taiwan wurde Dashu dank der hier vorhandenen Lehmerde zur bedeutendsten Ziegelproduktionsstätte Taiwans. Zeitweise gab es 23 Ziegeleien, von denen heute nur noch eine in Betrieb ist.
Nach dem Zweiten Weltkrieg gehörte Dashu zum Landkreis Kaohsiung. Am 25. Dezember 2010 wurde der Landkreis an die Stadt Kaohsiung angegliedert und Dashu ein Bezirk dieser Stadt.

## Verkehr und Wirtschaft
Dashu wird von der Autobahn Nationalstraße 3 durchquert, die auf der Gaopingxi-Brücke über den Fluss Gaoping nach Pingtung führt. Der Bezirk ist zudem durch den Bahnhof Jiuqutang im Viertel Jiutang an die Pingtung-Linie der Taiwanischen Eisenbahn TRA angeschlossen. In Dashu verkehren einige Buslinien, darunter eine Verbindung zwischen der E-DA-Welt und dem Bahnhof Xinzuoying (Taiwan High Speed Rail).
Dashu verfügt über eine bedeutende Landwirtschaft, die vor allem für Ananas und Litschi bekannt ist. Außerdem werden Gurken, Bittermelonen und Kürbisse angebaut.
Im Bezirk liegt die private I-Shou-Universität (義守大學).

## Kultur und Sehenswürdigkeiten

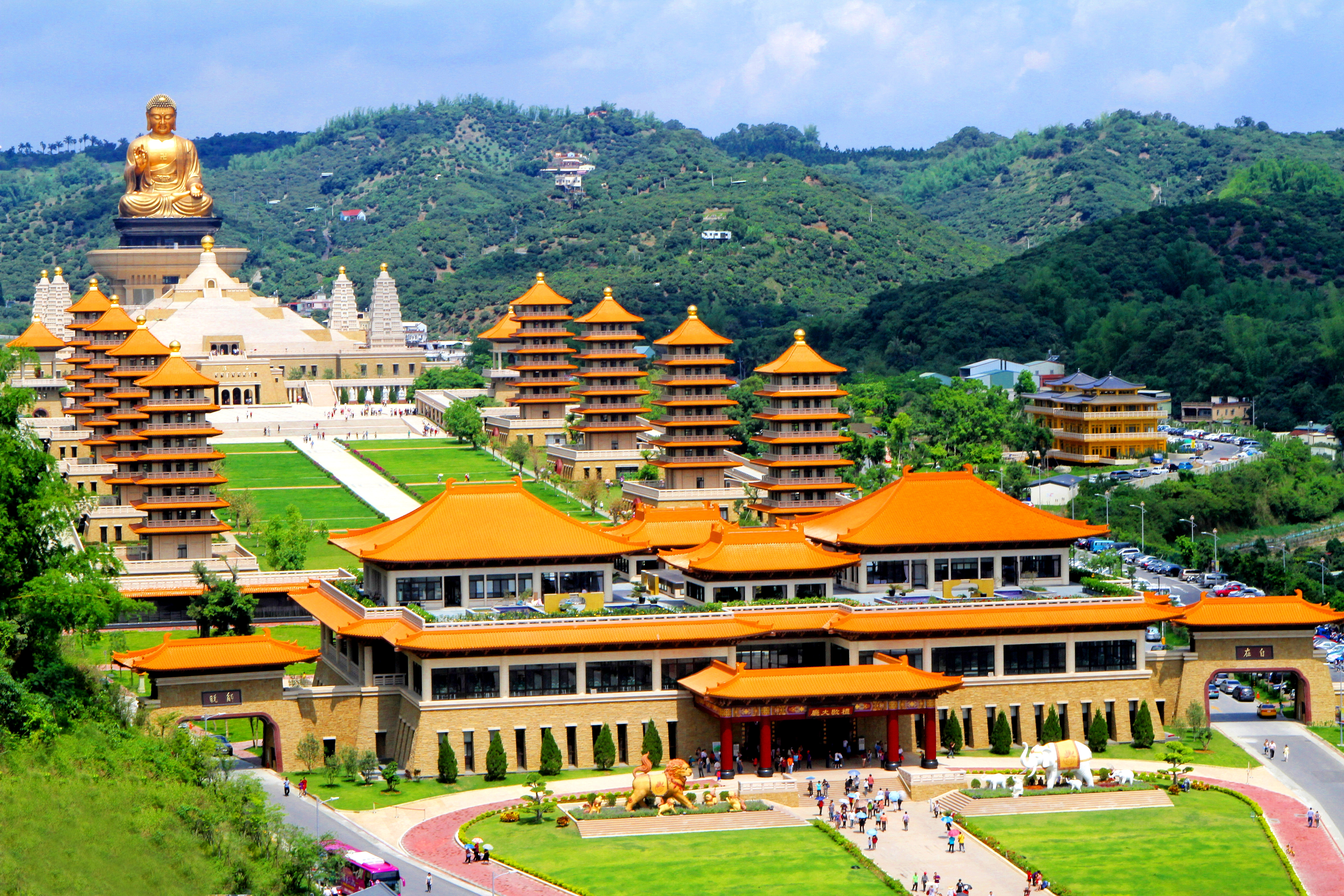
Fo-Guang-Shan-Buddha-Museum

In Dashu befindet sich das Fo-Guang-Shan-Buddha-Museum (佛光山佛陀紀念館) des buddhistischen Fo-Guang-Shan-Ordens. Das etwa 50 Hektar große Gelände ist eines der wichtigsten religiösen Zentren Taiwans und ein Touristenmagnet weit über die Grenzen Kaohsiungs hinaus.
Sehr populär ist weiterhin die kommerzielle E-DA-Welt, die Kaufhäuser, Hotels und verschiedene Freizeiteinrichtungen in sich vereinigt und mit Shuttlebussen an die Kernstadt angebunden ist.

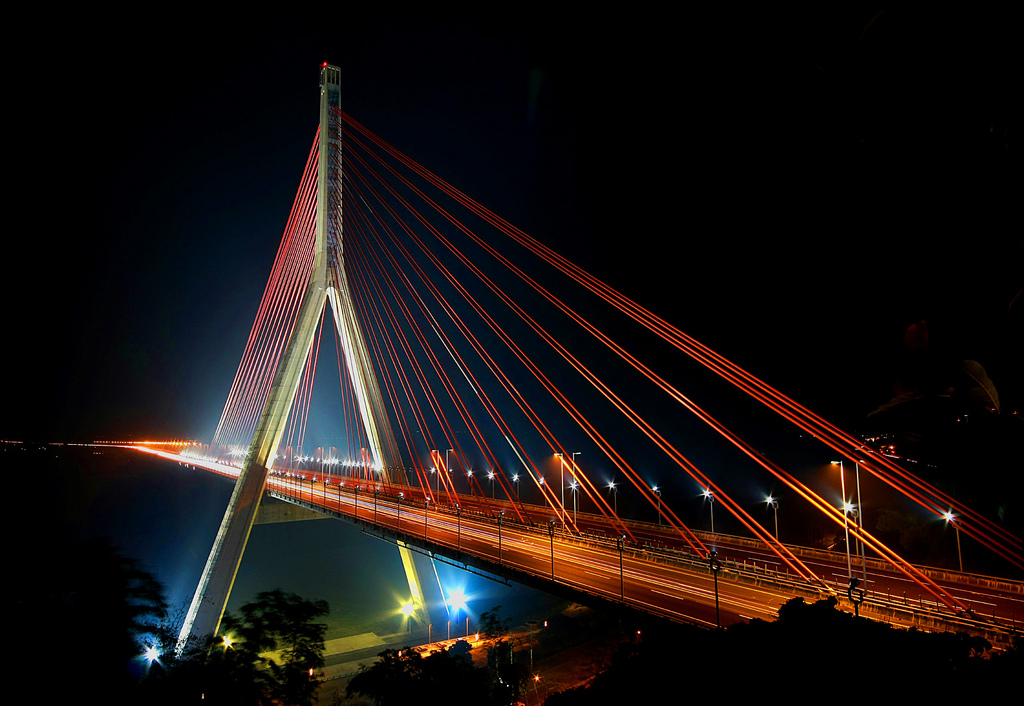
Die Gaopingxi-Brücke

Dashu ist außerdem für zwei Brücken über den Gaoping-Fluss bekannt. Die eine ist die Xiadanshuixi-Eisenbahnbrücke (下淡水溪鐵橋), ein historisches Monument aus der japanischen Kolonialzeit, die von 1914 bis 1992 in Betrieb war und um die herum ein Feuchtgebietpark zur Naherholung angelegt wurde. Die andere Brücke ist die 1999 in Betrieb genommene Gaopingxi-Schrägseilbrücke (高屏溪斜張橋), die ein Wahrzeichen der Gegend ist.
Um einen Eindruck von der lokalen Geschichte zu erhalten, kann man das Taiwanische Ananasmuseum (臺灣鳳梨工廠), eine ehemalige Ananaskonservenfabrik, oder die Sanhe-Ziegelei (三和瓦窯) besichtigen, Dashus letzte Ziegelei, die heute ein historisches Denkmal ist und nur noch bei Bedarf Ziegel für historische Gebäude fertigt.